# Det Internationale Skiforbund
Det Internationale Skiforbund, forkortet FIS (fransk: Fédération internationale de ski), er den vigtigste internationale organisation til organisering af skisportskonkurrencer. FIS blev grundlagt med 14 nationer som medlemmer i 1924 i Chamonix, Frankrig og har nu 111 medlemmer i form af nationale skiforbund, herunder Danmarks Skiforbund. Forbundet har hovedkvarter i Oberhofen am Thunersee, Schweiz.

## Skidiscipliner
Forbundet organiserer internationale konkurrencer i de følgende skidiscipliner, herunder World Cup og VM.
- Alpine discipliner FIS Alpin Ski World Cup og VM i Alpine Discipliner
  - Styrtløb
  - Super-G
  - Storslalom
  - Slalom
  - Alpin kombination
- Nordiske discipliner FIS Nordiske Discipliner World Cup og VM i Nordiske Discipliner
  - Langrend
  - Skihop
  - Nordisk kombination
- Fristil FIS Freestyle World Cup og VM i Freestyle ski
  - Pukkelpist
  - Aerials
  - Skicross
  - Halfpipe
- Snowboard FIS Snowboard World CUp og VM i Snowboard
  - Snowboard cross
  - Halfpipe
  - Parallel storslalom
  - Storslalom
- Andre discipliner, herunder ekstremdiscipliner
  - Græsskiløb
  - Rulleskiløb
  - Speedskiløb
  - Telemarkskiløb
  - Carving

Bemærk, at skiskydning ikke organiseres af FIS; denne disciplin har sin egen internationale organisation, Det Internationale Skiskydningsforbund.

## Præsidenter for FIS
| Præsident             | Periode   | Nationalitet |
| --------------------- | --------- | ------------ |
| Ivar Holmquist        | 1924–1934 | Sverige      |
| Nicolai Ramm Østgaard | 1934–1951 | Norge        |
| Marc Hodler           | 1951–1998 | Schweiz      |
| Gian-Franco Kasper    | 1998–2021 | Schweiz      |